# Tania Bruguera
Pour les articles homonymes, voir Bruguera (homonymie).
Tania Bruguera Fernández, née à La Havane le 18 juin 1968, est une artiste-plasticienne cubaine qui se consacre à la performance et à l'art vidéo. Elle partage son temps entre Chicago et sa ville natale.
Plusieurs de ses œuvres, dont Estadística (1996), se trouvent au Musée national des beaux-arts de Cuba.

## Biographie
La performance est un mode d'expression artistique né dans les années 1960, au sein de la beat generation, avec ce que l'on appelait les happenings. Tania Bruguera utilise de façon militante ce mode d'expression, combiné avec d'autres créations : vidéos, dessins, installations, et.. Et ceci depuis le milieu des années 1980.
Dans les années 2000, elle porte un projet majeur, la Cátedra Arte de Conducta, un centre d'étude du comportement à La Havane, dans sa maison de Tejadillo. C'est à la fois un lieu d’exposition, d'ateliers, d'échanges entre artistes, et une école. Elle a participé à différentes expositions internationales dont la Biennale de Venise en 2001 et en 2005 et la documenta 9 de Cassel en 2002.
Invitée à animer des forums et à participer à des performances en 2012 à la Tate Modern, elle se montre intéressée mais méfiante à l'égard du musée : « c'est un peu triste et étrange d'assister à cette institutionnalisation », concède-t-elle, « mais en même temps c'est une opportunité très excitante, cela va nous permettre de nous échapper de la tradition théâtrale. J'espère que les performeurs ne vont pas devenir complaisants avec l'institution, à qui ils ont toujours donné des impulsions. ».

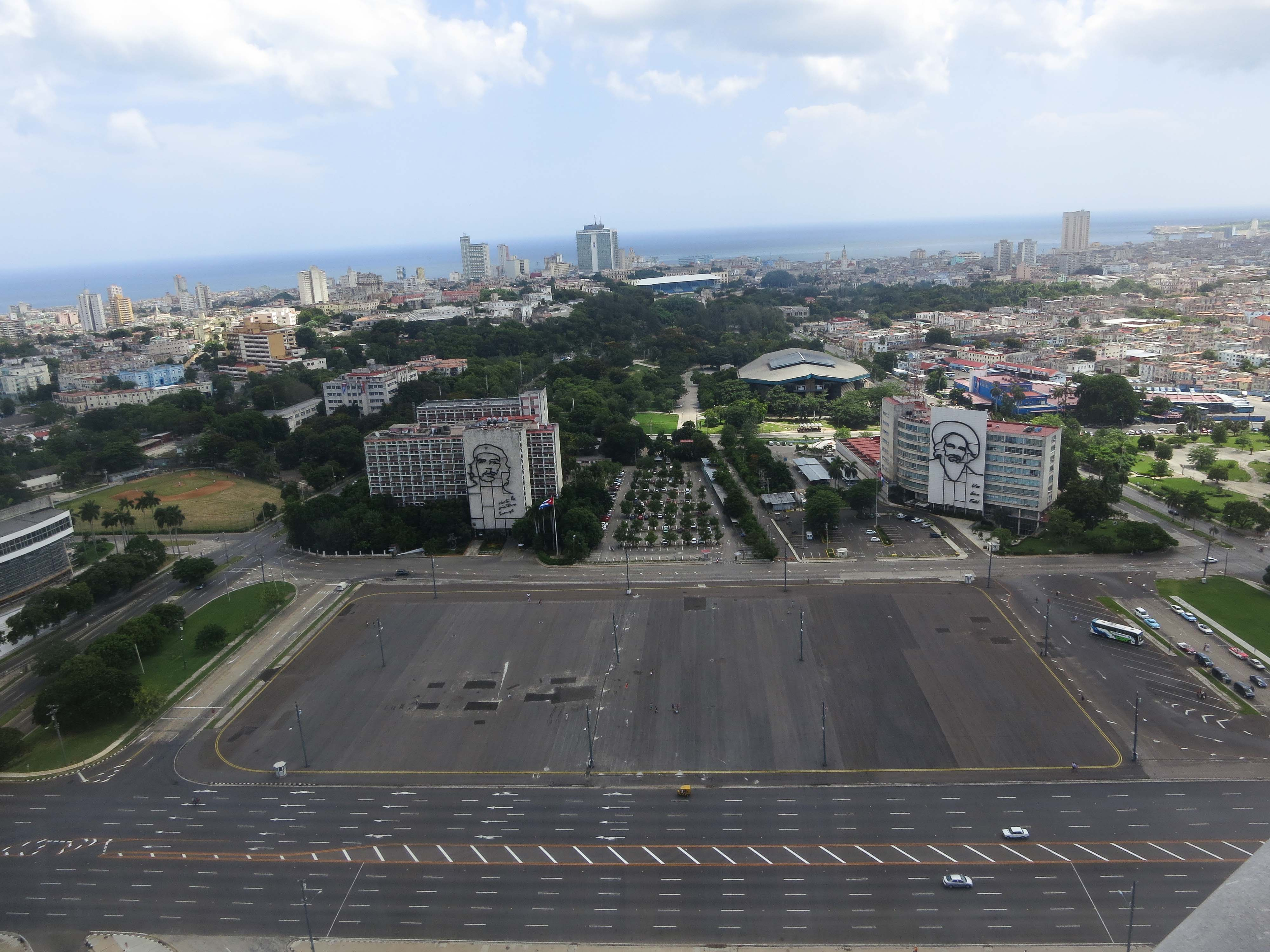
La place de la Révolution à La Havane.

Le 30 décembre 2014, pour célébrer l'assouplissement du régime castriste et la normalisation des liens avec les États-Unis, elle se met en tête d'organiser une grande performance à La Havane, sur la place de la Révolution – celle où Fidel Castro prononçait dans le passé ses longs discours : les passants seraient invités à s'exprimer librement pendant une minute. Mais la manifestation est interdite et vaut à l'artiste trois jours de prison et la confiscation de son passeport, dans l'attente de son jugement. Une pétition est lancée à l'échelle mondiale pour la soutenir.
Le 30 juin 2020, alors que, comme en écho aux réactions qui ont suivi le meurtre de George Floyd, un Afro-Américain victime de violences policières, sont organisées à Cuba des manifestations pour protester contre la mort d'un jeune Afro-Cubain, le racisme et les violences policières, Tania Bruguera est arrêtée parmi des dizaines d'artistes, de journalistes et d'opposants au régime castriste, tels que José Daniel Ferrer .
En mai 2021, Tania Bruguera, avec plusieurs artistes cubains dont Sandra Ceballos et Tomás Sánchez, demandent le retrait de leurs œuvres du Musée national des Beaux-Arts de Cuba en soutien à l'artiste Luis Manuel Otero Alcántara, leader du Mouvement San Isidro,  « séquestré et maintenu sans communication par la sécurité de l'État » depuis le 2 mai. Le musée rejette cette demande qui, selon son communiqué, n'est pas en accord avec l'intérêt du public.

## Distinctions
En 2008 elle est lauréate du prix du Prince Claus.
Le 4 novembre 2021, elle a remporté le Prix Velázquez d'arts plastiques.